# Тревизу (Санта-Катарина)
Тревизу (порт. Treviso)  —  муниципалитет в Бразилии, входит в штат Санта-Катарина. Составная часть мезорегиона Юг штата Санта-Катарина. Находится в составе крупной городской агломерации Агломерация Карбонифера. Входит в экономико-статистический  микрорегион Крисиума. Население составляет 3503 человека на 2006 год. Занимает площадь 157,667 км². Плотность населения — 22,2 чел./км².
Праздник города —  8 июля.

## История
Город основан 8 июля 1995 года. 

## Статистика
- Валовой внутренний продукт на 2003 составляет 60.707.682,00 реалов (данные: Бразильский институт географии и статистики).
- Валовой внутренний продукт на душу населения на 2003 составляет 18.186,84 реалов (данные: Бразильский институт географии и статистики).
- Индекс развития человеческого потенциала на 2000 составляет 0,806 (данные: Программа развития ООН).

## География
Климат местности: субтропический.